# Crimine
Il crimine  (dal latino crimen, 'decisione giudiziaria', poi 'accusa' e, infine, 'reato'; derivato dal verbo cernĕre, 'distinguere, decidere'), nel diritto penale di vari ordinamenti di civil law, è un reato appartenente alla categoria di maggiore gravità, tra le due o tre nelle quali si dividono i reati. 
Il soggetto che pone in essere tali attività viene detto criminale o malvivente.

## Storia
Il diritto romano originario non conosceva la distinzione tra reato e illecito civile: solo nel periodo repubblicano, infatti, la figura del delictum, l'illecito civile, si differenziò dal crimen (al plurale crimina), il reato. Inizialmente la competenza ad accertare e punire i crimina spettava al popolo riunito nei comizi centuriati, in seguito fu attribuita a speciali giurie, le quaestiones perpetuae che, in epoca imperiale, furono via via soppiantate dalla cognitio extra ordinem. I crimina potevano essere puniti con la morte, l'interdictio aqua et igni (che comportava l'allontanamento perpetuo dal territorio romano), i lavori forzati (damnatio ad metalla e damnatio in opus publicum), la confisca totale o parziale del patrimonio (publicatio bonorum) oppure, nei casi meno gravi, con una pena pecuniaria.
La classificazione tripartita dei reati in crimini, delitti e contravvenzioni risale alle codificazioni napoleoniche e, più precisamente, al Code d'instruction criminelle del 1808 e al  Code penal del 1810; è stata poi adottata da molti altri ordinamenti di civil law, tra i quali quello italiano con il codice penale del 1865. 
Nell'ordinamento italiano, poiché la categoria non è stata ripresa né dal Codice Zanardelli del 1889 né dal codice penale vigente, il termine "crimine" non ha più un significato giuridico, ma è rimasto nel linguaggio corrente per indicare genericamente un grave reato.

## Classificazione
Il criterio di classificazione è basato sulla pena: le pene vengono distinte in criminali, correzionali e di polizia e i reati puniti con le medesime vengono classificati rispettivamente come crimini, delitti e contravvenzioni. In seguito, però, taluni ordinamenti hanno eliminato la categoria dei crimini, facendola confluire in quella dei delitti (così nei codici penali vigenti di Italia, Spagna e Paesi Bassi). In Francia e altri ordinamenti che hanno mantenuto la categoria (come il Belgio) la competenza a giudicare i crimini spetta alla corte d'assise.

## Nel mondo
In certi ordinamenti (ad esempio, in Germania) i crimini si contrappongono ai delitti, in altri (ad esempio, in Francia, Svizzera e Belgio) a delitti e contravvenzioni, mentre in altri ancora (ad esempio, in Italia e Spagna) non c'è questa categoria e i reati più gravi rientrano tra i delitti, contrapposti alle contravvenzioni (faltas in spagnolo).
Negli ordinamenti di common law il crime è, invece, un qualsiasi reato, così come lo era il crimen nel diritto romano e lo è il crime nell'ordinamento portoghese e in quello brasiliano.